# Esquina Democrática
La Esquina Democrática es uno de los principales puntos de reunión popular de la ciudad de Porto Alegre, Brasil. Está formada por el cruce de la avenida Borges de Medeiros con la rua da Praia y, desde el siglo XIX, desempeña una función social importante en la vida de la ciudad, siendo escenario de varias manifestaciones políticas y culturales notables.
El espacio se fijó en el imaginario popular como una entidad distinta a partir de las décadas de 1970 y 80, cuando recibió su nombre actual. Por su importancia histórica y social, fue declarada patrimonio histórico por el Municipio el 17 de septiembre de 1997.